# Jean Fontaine (écrivain)
 (mai 2025).
Si vous disposez d'ouvrages ou d'articles de référence ou si vous connaissez des sites web de qualité traitant du thème abordé ici, merci de compléter l'article en donnant les références utiles à sa vérifiabilité et en les liant à la section « Notes et références ».
Pour les articles homonymes, voir Jean Fontaine et Fontaine.
Jean Fontaine est un écrivain québécois né à Rouyn-Noranda (Québec) en 1958.

## Honneurs
- Prix Robert-Cliche (1990), Les lièvres de Saint-Giron